# Ginoria thomasiana
Ginoria thomasiana är en fackelblomsväxtart som beskrevs av Brother Alain. Ginoria thomasiana ingår i släktet Ginoria och familjen fackelblomsväxter. Inga underarter finns listade i Catalogue of Life.